# 플래카드 (영화)
플래카드(Le Placard, The Closet)는 프랑스에서 제작된 프랑시스 베베르 감독의 2001년 영화이다. 다니엘 오떼유 등이 주연으로 출연하였고 패트리스 르두 등이 제작에 참여하였다.

## 출연

### 주연
- 다니엘 오떼유
- 제라르 드빠르디유

### 조연
- 띠에리 레미띠
- 미셀 라호크
- 미첼 오몬트
- 장 로슈포르

## 제작진
- Line PD: 알렝 프와레
- 미술: 허그즈 티산디어
- 의상: 자클린 부샤드
- 배역: 프랑세즈 메니드레이